# Daulet Turlychanov
Daulet Bolatovič Turlychanov (rusky Даулет Болатович Турлыханов; * 18. listopadu 1963 Georgievka, Sovětský svaz) je bývalý sovětský, později kazašský reprezentant v zápase řecko-římském. V roce 1988 na olympijských hrách v Soulu vybojoval v kategorii do 74 kg stříbrnou, o čtyři roky později na hrách v Barceloně, jako člen sjednoceného týmu, v kategorii do 82 kg bronzovou medaili. V roce 1996 na hrách v Atlantě, již jako kazašský reprezentant, vybojoval v kategorii do 82 kg 4. místo. V roce 1987 vybojoval titul mistra světa, v roce 1993 stříbro a v roce 1987 bronz. V roce 1987 se stal mistrem Evropy, v letech 1995 a 1996 mistrem Asie. V roce 1994 zvítězil na Asijských hrách.